# 北城滩城址
北城滩城址，位于中国甘肃省靖远县，为一个省级文物保护单位，类型为古遗址。
北城滩城址的历史年代为唐代。